# Spineboard
Et spineboard er et hårdt bræt lavet af stærk plastik. Brættet bruges bl.a. af ambulancerne, brandvæsenet og Forsvaret i Danmark til at optage tilskadekomne mennesker, hvor der er mistanke om skade i ryg eller nakke. Patienten bliver fikseret fast på brættet ved hjælp af stropper, tæpper og gaffertape, så en evt. skade ikke forværres. Der pålægges endvidere en halskrave, så nakken holdes 100% fast.
Der er en klar procedure for, hvordan patienten optages og fikseres. Bl.a. skal en person holde hovedet på patienten indtil denne er komplet immobiliseret på brættet. Så dette gør det til en to-mands opgave.
Når patienten er korrekt spændt fast på brættet kan man vende brættet rundt på hovedet, uden at patienten der ligger derpå, rykker sig det mindste. Dette afprøves selvfølgelig ikke i en skarp situation, men bruges i uddannelsessammenhæng, for at vise hvor effektivt brættet er.